# C Street
C Street es una película estadounidense de comedia de 2016, dirigida por Peter James Iengo, escrita por Brett E. Lewis, musicalizada por Peter Himmelman, en la fotografía estuvo Matthew A. Nardone y los protagonistas son Carey Lowell, Michael Gross y Don Stark, entre otros. El filme fue producido por C Street Movie e Indelible Films; se estrenó el 12 de julio de 2016.

## Sinopsis
Un becario con ansias de poder renta su apartamento a políticos, estos usan el lugar para tener sexo. Luego se da cuenta de que su jefe tiene ahí una aventura con la mujer de sus sueños.